# Комплемент (лингвистика)
Комплеме́нт — в X'-теории порождающей грамматики: составляющая вида {\displaystyle YP} в структуре типа {\displaystyle [_{H'}\,H^{0}\,\;YP]}, где {\displaystyle H^{0}} — вершина, а {\displaystyle H'} — её проекция. Иначе говоря, комплемент — составляющая-сестра для некоторой вершины в дереве структуры непосредственно составляющих.
Иногда комплемент определяется более узко — как внутренний аргумент вершины, то есть составляющая, которая должна присутствовать в пределах максимальной проекции вершины; иначе говоря, это составляющая, которая упоминается в словарных субкатегориальных признаках вершинного слова — описании его валентностей — в качестве обязательного актанта:561. К примеру, комплементом переходного глагола является его прямое дополнение, комплементом предлога — управляемая им именная группа, комплементом подчинительного союза — придаточная клауза. Вместе с вершиной комплемент составляет первую проекцию:562.